# Grădești
Grădești – wieś w Rumunii, w okręgu Bacău, w gminie Dealu Morii. W 2011 roku liczyła 4 mieszkańców.